# Aruanã
Aruanã là một đô thị thuộc bang Goiás, Brasil. Đô thị này có diện tích 3050,303 km², dân số năm 2007 là 5232 người, mật độ 1,7 người/km².